# 武公 (斉)
武公（ぶこう、？ - 前825年）は、斉（姜斉）の第8代君主。献公の子。

## 生涯
献公9年（前851年）、献公が薨去したため、子の姜寿が立って斉君（以降は武公と表記）となる。
武公9年（前842年）、周で内乱が起き、厲王が鎬京を脱出して黄河を越え、彘（てい：現在の山西省霍州市）に逃れた。翌年（前841年）、周は共和政に入る（～前828年）。
武公26年（前825年）、武公が薨去し、子の無忌が立って斉君（厲公）となった。

## 参考資料
- 史記（繁体字中国語）（斉太公世家第二）